# Bleed It
Bleed It è un singolo del rapper statunitense Blueface, pubblicato l'11 gennaio 2019

## Tracce
1. Bleed It – 2:25